# トーションビーム式サスペンション
トーションビーム式サスペンションは、自動車のサスペンション形式のひとつ。カタログには「車軸式」などと表記されることもあるが、左右の車輪が車軸で剛結された車軸懸架とは異なり、トレーリングアーム式（古くはフルトレーリングアーム式とも呼ばれる）の一種である。英語圏では twist-beam suspension ないし torsion-beam axle 方式という呼称がある。トーションバー・スプリングを構造に利用したトーションバー式（en:Torsion bar suspension）とも異なる。

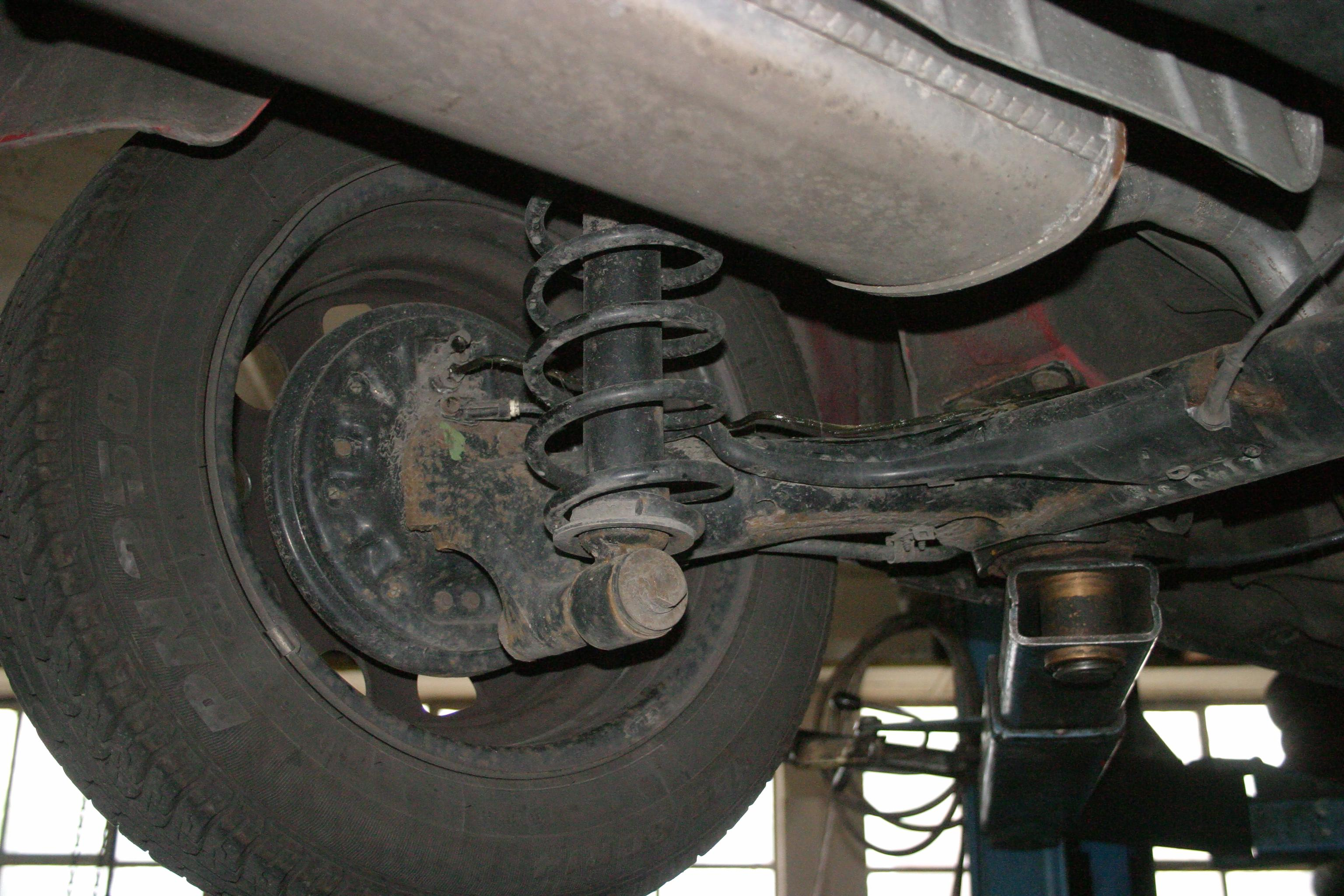
VW Golf Mk 3のリアサスペンション

## 概要
前輪駆動（FWD、FF）車や、それから派生した4WD車の後輪で使用される。
左右のトレーリングアーム（後方に伸びるアーム。トレーリングリンクとも呼ぶ）が、「ねじれ」（トーション）を許容する「横梁」（クロスビーム）でつながれていて、このねじれにより左右の車輪はある程度個別に上下動（ストローク）できる。このため車軸懸架（固定車軸）と独立懸架の中間的な存在とされることもあるが、どちらかといえば左右をトーションバー式スタビライザーで連結した独立懸架の一種である。自動車メーカーによってはトレーリングアーム式や車軸式とも表記される。正確にはトーションビーム付きトレーリングアーム式サスペンションと言える。似ているように見えるコイルリジッド式の方が複雑な構造で高コストである。
初代フォルクスワーゲン・ゴルフの成功により多くのメーカーが追従し、比較的軽量な小型FF車におけるリアサスペンションのスタンダードとなった。日本でも軽自動車含む大衆車から、ミドルクラスのファミリーカーにまで多く見られるリアサスペンション形式であるが、トヨタ・アルファード/ヴェルファイア（H20系まで）のように車両総重量が2トンに達した車種での採用例もある。
クロスビームの断面形状は、丸形や角形の中空鋼管のほか、I形、＜形、⊂形、∩形などが見られる。トレーリングアーム（トレーリングリンク）とハブは剛結である。サスペンションスプリングには通常コイルばねが組み合わされるが、PSA・プジョーシトロエンは荷室へのばねの張り出しを嫌い、小型車では2本のトーションバー・スプリングを用いている。
クロスビームの接合位置により後述の様に分類されるが、どの方式でもサスペンションの支点がタイヤより前にあるため横力によりブッシュやアームがたわむことによりトーアウトの傾向を示す。これは結果的にコンプライアンスステアがオーバーステアを示すことでスピン等につながるため、市販車に求められる操縦安定性能の点から好ましくない。

このため現在はカップルドビーム方式でアームのピボット（車体のトレーリングアーム支点）軸を斜めとしたものが一般的である。これは旋回時には車輪にかかる横力がピボット軸のブッシュを斜め方向にたわませて、外輪が前方に移動する方向にユニット全体が回転することでトーアウト傾向を打ち消し、乗り心地を悪化させない軟らかいブッシュを使用しながら安定性を確保することを意図している。

### 長所
- 部品点数が少なく構造が簡素なため軽量で、組み立て、整備を含めて低コスト。
- バネ下の部品点数が少ないため、フロアへの足回りスペースの張り出しを緩和でき、居住空間・荷室を広くできる。
- ストロークに伴う対地キャンバーとトレッドの変化が少ない。左右両輪が同方向にストロークした場合は、車軸式と同様にほぼ変化しない。また左右輪が逆ストロークした際にはビームやアームのねじれにより、バンプ側がネガティブキャンバー、リバウンド側がポジティブキャンバーにそれぞれ傾き、車体がロールした際の対地キャンバーの倒れを低減する。
- 可動（摺動）部分が二箇所と最小なため、フリクションが少ない。
- クロスビームがスタビライザー（アンチロールバー）として働くため、自ずと抗ロール性が得られる。
- クロスビームがピボット（車体のトレーリングアーム支点）寄りの場合は、ばね下荷重が車軸式より軽くなる。

### 短所
- 上下同時や前後あるいは側方から荷重が加わった際の、キャンバーやトーなどのサスペンションジオメトリ変化の自由度が低い。
- 独立懸架に比べて左右の車輪が逆ストロークとなる悪路ではトーションビームのスタビライザー効果により接地性が低くなる。
- ボディーに入力を伝えるポイントが左右2点のピボット部だけになるので、操縦安定性と乗り心地とを両立させるためのピボットのゴムブッシュの硬さ設定が難しい。ブッシュを柔らかくすると乗り心地は良くなるが、位置決め精度（支持剛性）が落ちて操縦安定性が悪化し、ブッシュを固くすると位置決め精度は上がるがNVHが強くなって乗り心地が低下する。これを防ぐためにダンパー下端の車軸方向の支持を強化したものが増えている。
- リアアクスルにデフやモーターなどを搭載するためのスペースに制約がある。このため同一車種の4WD仕様のみトーションビームを左右独立懸架式サスペンションとしたものも存在する。

## 種類
クロスビームとトレーリングアームの接合位置により、以下の3種類に大きく分類される。下図中の橙色の部分がクロスビーム、黄色はトレーリングアーム(トレーリングリンク)、緑色はラテラルロッド(パナールロッド)となる。
ピボットビーム
クロスビームが車軸と離れているため両輪の独立性が高くとれ、他よりも独立懸架(トレーリングアーム式)に近い。タイヤからの横力の影響をクロスビーム、トレーリングアームともに受けやすいため、高い曲げ剛性が必要となる。
前述の初代ゴルフはこの方式をとっている。
カップルドビーム（カップルドリンク）
現在の主流といえるレイアウト。形状の自由度が高く設計次第で剛性を高く取りやすい。近年の形状解析や材質の進歩から軽量かつ高剛性のトーションビームを低コストで製造できるようになったため、廉価帯の車両を含めてこの形状を採用する事が多くなっている。
トヨタは当初、この形式を「イータビーム」と一部車種のカタログ上にて明記していた。
アクスルビーム
車軸とほぼ同軸にクロスビームがあるため、他よりも車軸懸架(3リンク式)に近い。
設計が簡素で済むことから一時期は多用されたが、ホイールストロークと同等のビーム可動域が車室・荷室を圧迫することもあり、現在はカップルドビームに移行しつつある。構造的に横剛性を高くしにくいことから、ラテラルロッドなどによる保持が必要となる。
本田技研工業はシビック（3代目）・バラード（2代目）・バラードスポーツCR-X・クイントインテグラなどにこのタイプを採用したが、カタログの諸元表では車軸懸架/固定車軸との相違を説明せず、単に「車軸式」と表記していた。

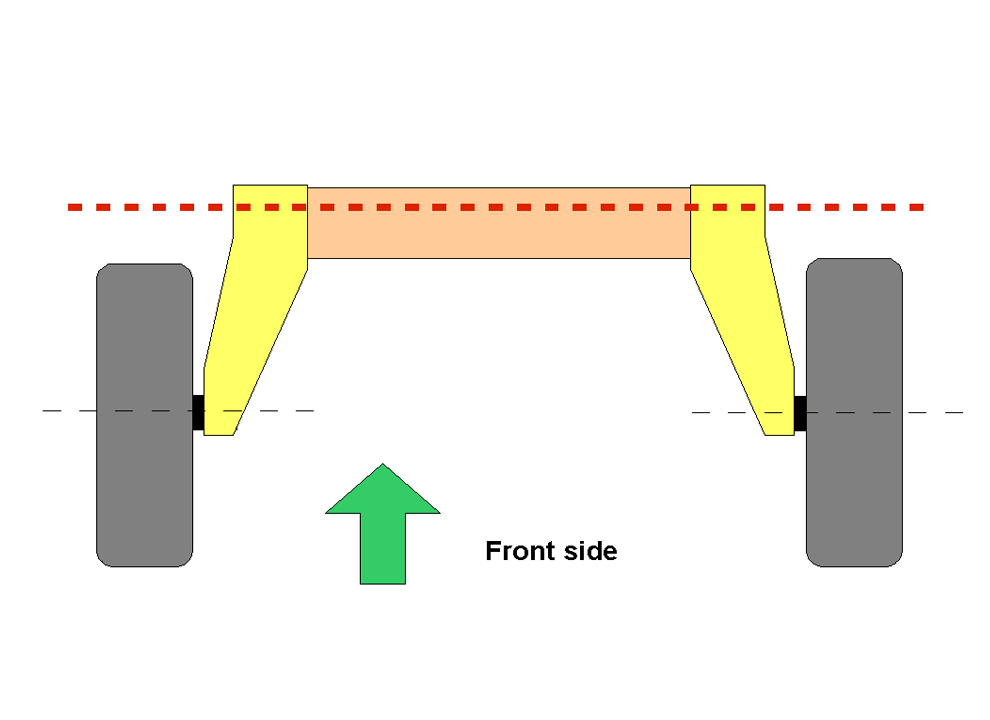
ピボットビーム ピボット付近にクロスビームを接合
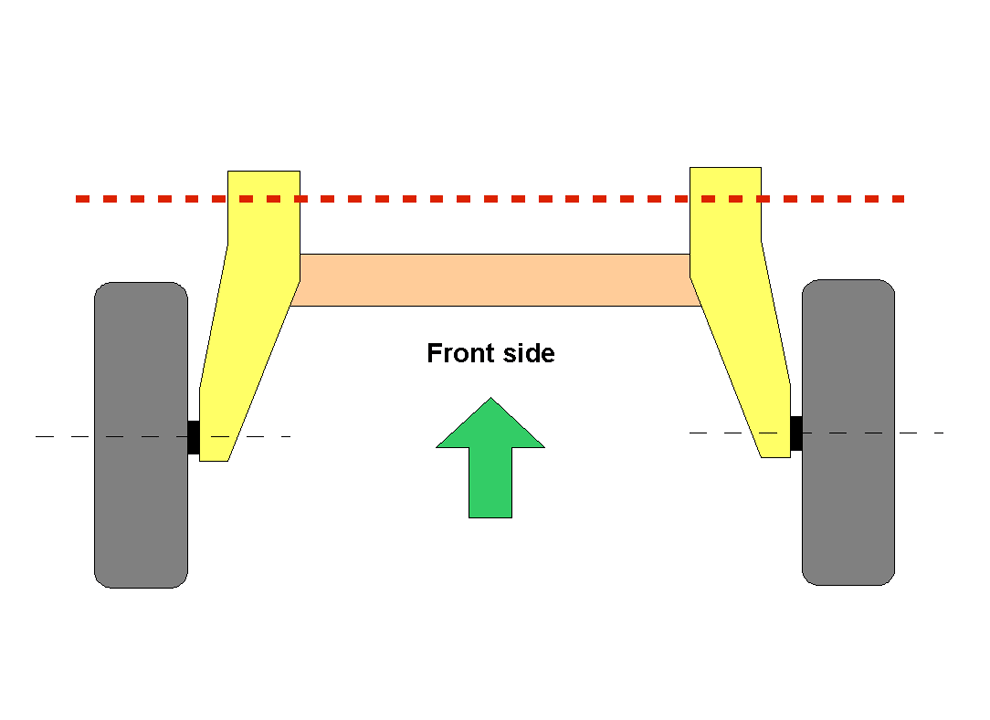
カップルドビーム (カップルドリンク) トレーリングアームの中程にクロスビームを接合
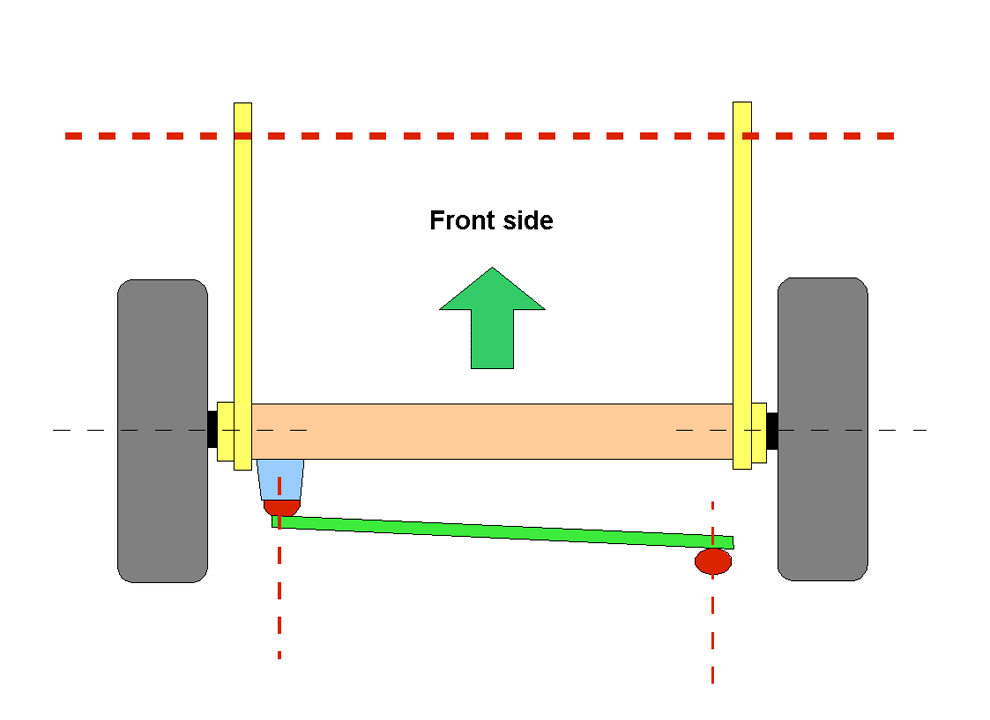
アクスルビーム トレーリングアームの車軸(アクスル)付近にクロスビームを接合